# Tetrastichus manilensis
Tetrastichus manilensis is een vliesvleugelig insect uit de familie Eulophidae. De wetenschappelijke naam is voor het eerst geldig gepubliceerd in 1905 door Ashmead.